# Merkavim
Merkavim Ltd. – izraelskie przedsiębiorstwo produkujące autobusy, będące własnością spółek Volvo Buses oraz Mayer Cars & Trucks. Przedsiębiorstwo zostało założone w 1946 roku, a jego siedziba mieści się w Cezarei.
Merkavim produkuje autobusy miejskie i dalekobieżne, mikrobusy oraz autobusy opancerzone i więzienne. Pojazdy powstają na podwoziach produkowanych przez przedsiębiorstwa Volvo, MAN, Mercedes-Benz i DAF. Roczna produkcja wynosi około 500 egzemplarzy pojazdów.